# Elbe-Saale
Elbe-Saale est une ancienne Verwaltungsgemeinschaft (« municipalité collective ») située dans l'arrondissement du Salzland (Salzlandkreis), dans le Land de Saxe-Anhalt, (Allemagne). Elle se trouvait sur la rive gauche de l'Elbe, au point de confluence avec la Saale. Le siège de cette Verwaltungsgemeinschaft était à Barby. Elle a été dissoute le 1er janvier 2010
La Verwaltungsgemeinschaft Elbe-Saale comprenait les municipalités suivantes :
1. Barby
2. Breitenhagen
3. Glinde
4. Gnadau
5. Groß Rosenburg
6. Lödderitz
7. Pömmelte
8. Sachsendorf
9. Tornitz
10. Wespen
11. Zuchau

Le nom de cette entité administrative a été donné à une production de houblon bénéficiant d'une indication géographique protégée (IGP), à savoir Elbe-Saale Hopfen (houblon de Elbe-Saale), approuvée par la Commission européenne le 3 avril 2014.